# Vanonus macrops
Vanonus macrops es una especie de coleóptero de la familia Aderidae.

## Distribución geográfica
Habita en Misuri (Estados Unidos).